# Buckfield (Maine)
Buckfield es un pueblo ubicado en el condado de Oxford en el estado estadounidense de Maine. En el Censo de 2010 tenía una población de 2009 habitantes y una densidad poblacional de 20,54 personas por km².

## Geografía
Buckfield se encuentra ubicado en las coordenadas 44°15′38″N 70°22′2″O / 44.26056, -70.36722. Según la Oficina del Censo de los Estados Unidos, Buckfield tiene una superficie total de 97.83 km², de la cual 97.2 km² corresponden a tierra firme y (0.64%) 0.62 km² es agua.

## Demografía
Según el censo de 2010, había 2009 personas residiendo en Buckfield. La densidad de población era de 20,54 hab./km². De los 2009 habitantes, Buckfield estaba compuesto por el 97.66% blancos, el 0.2% eran afroamericanos, el 0.3% eran amerindios, el 0.4% eran asiáticos, el 0% eran isleños del Pacífico, el 0.15% eran de otras razas y el 1.29% pertenecían a dos o más razas. Del total de la población el 0.55% eran hispanos o latinos de cualquier raza.